# Sado, Niigata
Đảo Sado (tiếng Nhật: 佐渡島 hoặc 佐渡ヶ島 | Sadogashima) đồng thời là Thành phố Sado (佐渡市 | Sado-shi) trên biển Nhật Bản và thuộc tỉnh Niigata, ở vùng Chubu, Nhật Bản. Năm 2004, thành phố Sado bao trùm toàn đảo Sado rộng 855 km². Đảo Sado là đảo lớn thứ 6 ở Nhật Bản sau đảo Okinawa. Dân số Sado là trên 67 nghìn người.
Do sự cách biệt của nó, Sado từng là nơi để lưu đày các tù nhân ở Nhật Bản. Nhiều tù nhân là những quý tộc, thợ thủ công, nghệ sĩ. Họ đã góp phần làm cho Sado có một nền văn hóa rực rỡ.

Sado còn là nơi có mỏ vàng. Thời Tokugawa, việc khai thác vàng đã làm cho kinh tế của Sado bùng nổ. Ngày nay, kinh tế của Sado dựa nhiều vào đánh bắt hải sản và du lịch.

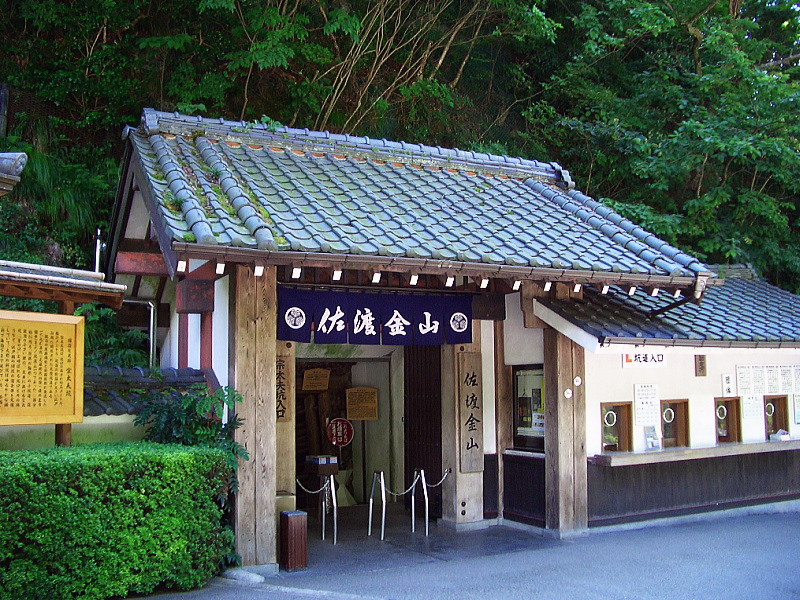
Lối vào khu khai thác vàng xưa trên đảo Sado. Nay đã là bảo tàng.